# McKeesport
McKeesport város az Amerikai Egyesült Államokban, Pennsylvania állam Allegheny megyéjében. Lakosainak száma 2010-ben 19 731 fő.

## Népessége
McKeesport népességszámának változása 1850-től 2010-ig:

## Híres emberek

### Művészek
- Marc Connelly (1890–1980) színműíró
- Grover Dale (1935) színész, táncos, koreográfus, rendező
- Byron Janis (1928) zongoraművész
- Aline MacMahon (1899–1991) színésznő
- Duane Michals (1932) fotográfus
- Tamara Tunie (1959) színésznő

## Képgaléria

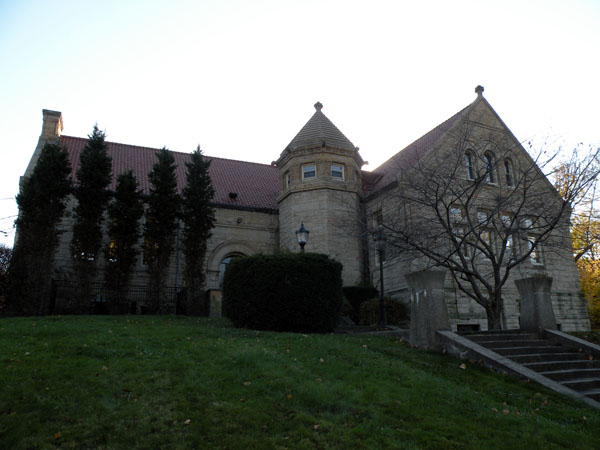
McKeesport-i Könyvtár (Carnegie Free Library of McKeesport), épült 1902-ben
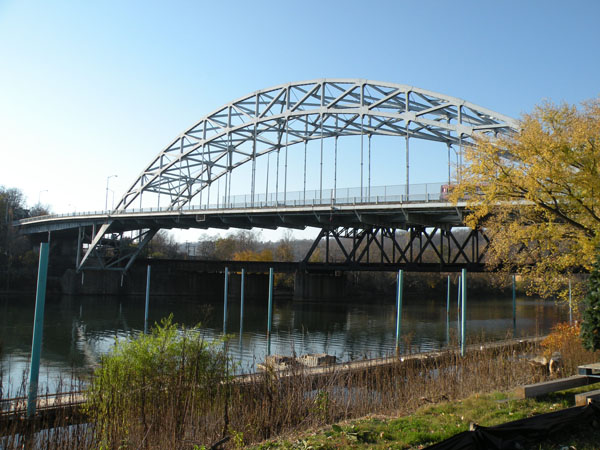
Jerome Street Bridge, átadva 1937-ben
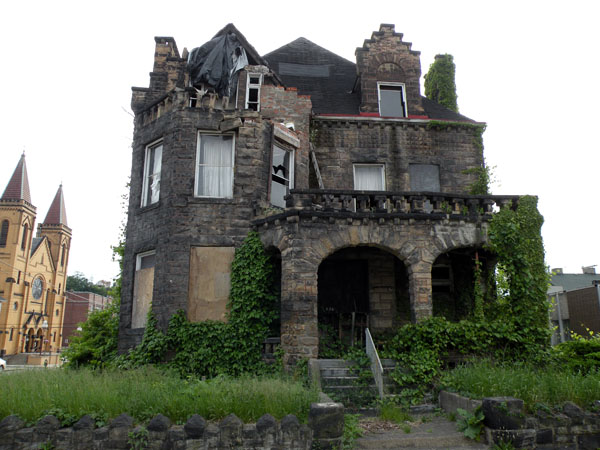
Hitzrot ház (Hitzrot House), épült 1892-ben